# Henning Lobin

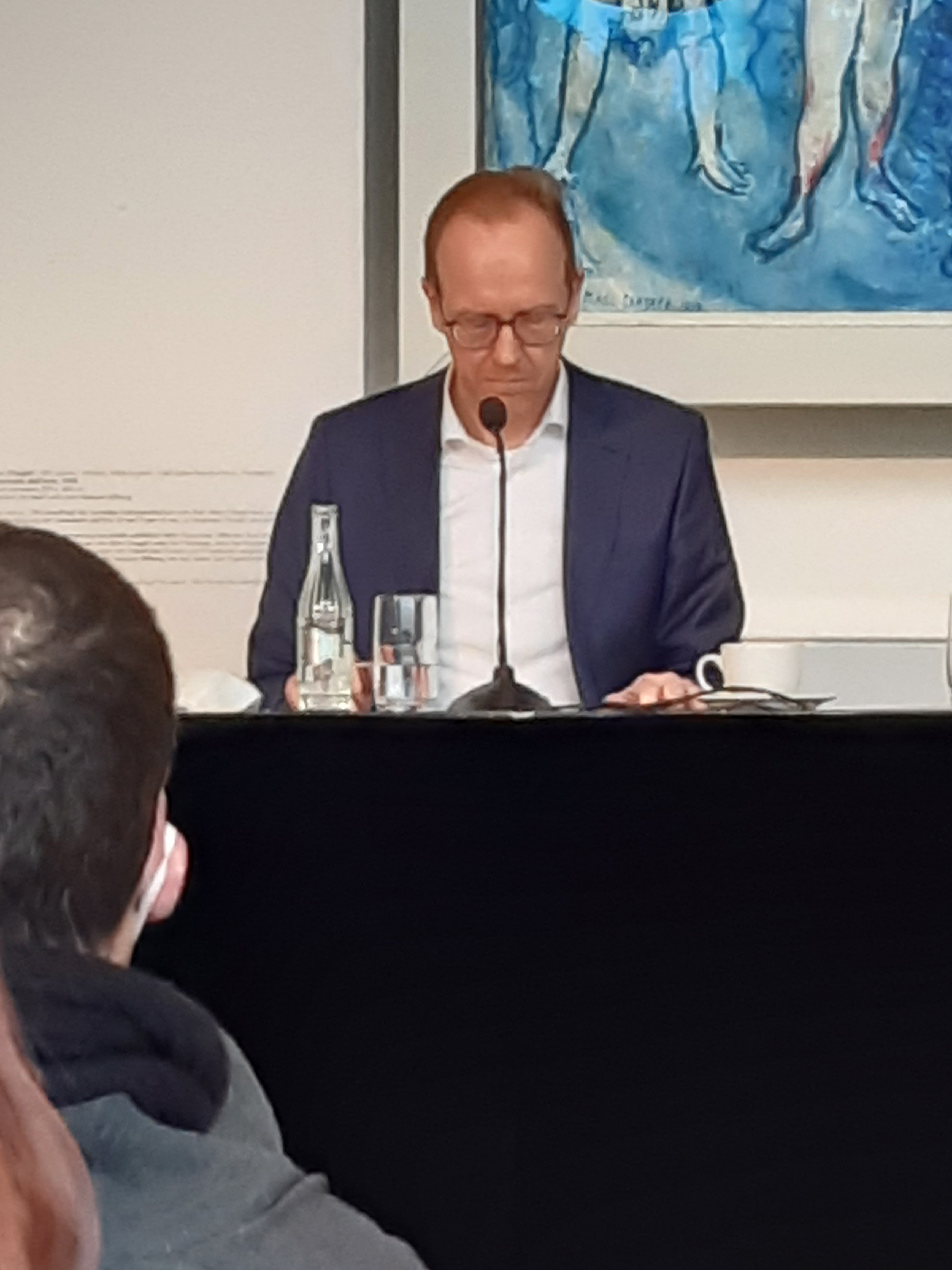
Henning Lobin 2021

Henning Lobin (* 7. Juli 1964 in Lüneburg) ist ein deutscher Germanist und Linguist. Er ist Direktor des Leibniz-Instituts für Deutsche Sprache (IDS) in Mannheim und Professor für Germanistische Linguistik an der Universität Mannheim.

## Leben
Nach Schulzeit und Abitur am Gymnasium Ernestinum Celle studierte Lobin an der Universität des Saarlandes und an der Universität Bonn Germanistische Sprachwissenschaft, Philosophie und Informatik. Er promovierte 1991 in Bonn und habilitierte 1996 an der Universität Bielefeld. Von 1996 bis 1999 war er Hochschuldozent in Bielefeld, von 1999 bis 2018 Professor an der Justus-Liebig-Universität Gießen.
Von 2002 bis 2004 fungierte Lobin als Vizepräsident der Justus-Liebig-Universität Gießen, von 2001 bis 2007 als Erster Vorsitzender der Gesellschaft für linguistische Datenverarbeitung (jetzt GSCL). Von 2007 bis 2016 war er Geschäftsführender Direktor des Zentrums für Medien und Interaktivität der Justus-Liebig-Universität Gießen, nachdem er im Jahr 2001 bereits dessen Gründungsdirektor gewesen war.
Lobin war seit 2008 Sprecher der Forschungsverbünde „Kulturtechniken und ihre Medialisierung“ sowie „Interactive Science – Interne Wissenschaftskommunikation über digitale Medien“, von 2012 bis 2015 leitete er ein Verbundprojekt zur annotierten Erfassung und georeferenzierten Darstellung früher Holocaust- und Lagerliteratur. Von 2016 bis 2018 war er Mitglied des wissenschaftlichen Beirats des Instituts für deutsche Sprache (IDS) in Mannheim, seit 2016 gewähltes Mitglied des Fachkollegiums „Sprachwissenschaft“ der Deutschen Forschungsgemeinschaft und seit 2017 Mitglied des Forschungsbeirats der Stiftung Wissenschaft und Politik.
Seit August 2018 ist Lobin in der Nachfolge von Ludwig M. Eichinger Direktor des IDS. Das IDS ist das zentrale Dokumentations- und Forschungszentrum des Deutschen, als gemeinsam von Bund und Ländern finanzierte Einrichtung Mitglied der Leibniz-Gemeinschaft. Im Zuge der gemeinsamen Berufung hat Lobin ab diesem Zeitpunkt zugleich eine Professur für Germanistische Linguistik an der Universität Mannheim übernommen. Als Direktor des IDS ist Lobin Mitglied des Rats für Deutsche Rechtschreibung, des Beirats Germanistik des Deutschen Akademischen Austauschdienstes (DAAD) und des Beirats Sprache des Goethe-Instituts. Seit 2021 fungiert Lobin auch als Sprecher der Sektion „Geisteswissenschaften und Bildungsforschung“ der Leibniz-Gemeinschaft und ist Mitglied des Präsidiums. Seit dem 15. Juli 2024 ist Lobin ordentliches Mitglied des Goethe-Instituts.

## Veröffentlichungen (Auswahl)

### Monografien
- Koordinationssyntax als prozedurales Phänomen. Narr, Tübingen 1993, ISBN 978-3-86057-436-2.
- Handlungsanweisungen. Sprachliche Spezifikation teilautonomer Aktivität. DUV, Wiesbaden 1998, ISBN 3-8244-4297-3.
- Informationsmodellierung in XML und SGML. Springer, Heidelberg 2000 [2. Aufl. 2001], ISBN 3-540-65356-2.
- Inszeniertes Reden auf der Medienbühne. Zur Linguistik und Rhetorik der wissenschaftlichen Kommunikation. Campus, Frankfurt/M. 2009, ISBN 978-3-593-39034-5.
- Computerlinguistik und Texttechnologie (= UTB 3282). Fink, Paderborn/München 2010, ISBN 978-3-8252-3282-5.
- Die wissenschaftliche Präsentation: Konzept – Visualisierung – Durchführung (= UTB 3770). Schöningh, Paderborn 2012, ISBN 978-3-8252-3770-7.
- Engelbarts Traum. Wie der Computer uns Lesen und Schreiben abnimmt. Campus, Frankfurt am Main / New York 2014, ISBN 978-3-593-50183-3.
  - Polnische Übersetzung: Marzenie Engelbarta. Czytanie i Pisanie w Świecie Cyfrowym. Państwowy Instytut Wydawniczy, Warschau 2017, ISBN 978-83-06-03410-3.[11]
  - Chinesische Übersetzung: 恩格尔巴特的梦:计算机是如何减轻我们阅读和写作负担的? (= Ēngé'ěr bātè de mèng: Jìsuànjī shì rúhé jiǎnqīng wǒmen yuèdú hé xiězuò fùdān de?). 电子工业出版社 (Diànzǐ gōngyè chūbǎn shè / Publishing House of Electronic Industry), Beijing 2018, ISBN 978-7-121-35606-3.[12]
- Digital und vernetzt. Das neue Bild der Sprache. Metzler, Stuttgart 2018, ISBN 978-3-476-04695-6.
- Sprachkampf: Wie die Neue Rechte die deutsche Sprache instrumentalisiert. Dudenverlag, Berlin 2021, ISBN 978-3-411-74004-8 (Leseprobe).

### Sammelwerke
- Text im digitalen Medium. Linguistische Aspekte von Textdesign, Texttechnologie und Hypertext Engineering (Hrsg.). Westdeutscher Verlag, Wiesbaden 1999, ISBN 3-531-13248-2.
- Sprach- und Texttechnologie in digitalen Medien (Hrsg.). BoD, Norderstedt 2001, ISBN 978-3-8311-2160-1.
- Automatische Textanalyse. Systeme und Methoden zur Annotation und Analyse natürlichsprachlicher Texte. Hrsg. zusammen mit A. Mehler. VS Verlag, Wiesbaden 2004, ISBN 3-531-14181-3.
- Texttechnologie. Perspektiven und Anwendungen. Hrsg. zusammen mit L. Lemnitzer. Stauffenburg, Tübingen 2004, ISBN 3-86057-287-3.
- Dependenz und Valenz / Dependency and Valency (Handbücher zur Sprach- und Kommunikationswissenschaft), zwei Halbbände. Hrsg. zusammen mit V. Agel, L. Eichinger, H.-W. Eroms, P. Hellwig und H.-J. Heringer. de Gruyter, Berlin / New York 2003/2006, ISBN 3-11-014190-6 und 3-11-017152-X.
- Modeling, Learning, and Processing of Text-Technological Data Structures. Hrsg. zusammen mit A. Mehler, K.-U. Kühnberger, H. Lüngen, A. Storrer und A. Witt. Springer, Berlin/Heidelberg 2011, ISBN 978-3-642-22613-7.
- Kulturwissenschaften digital: Neue Forschungsfragen und Methoden. Hrsg. zusammen mit J. Klawitter und T. Schmidt. Campus, Frankfurt/M. 2012, ISBN 978-3-593-39595-1.
- Lesen, Schreiben, Erzählen. Kommunikative Kulturtechniken im digitalen Zeitalter. Hrsg. zusammen mit R. Leitenstern, K. Lehnen und J. Klawitter. Campus, Frankfurt/M. 2013, ISBN 978-3-593-39951-5.
- Wortschätze. Dynamik, Muster, Komplexität. Hrsg. zusammen mit S. Engelberg, K. Steyer und S. Wolfer. de Gruyter Mouton, Berlin 2018, ISBN 978-3-11-057996-3.
- Digitale Infrastrukturen für die germanistische Forschung. Hrsg. zusammen mit R. Schneider und A. Witt. de Gruyter Mouton, Berlin 2018, ISBN 978-3-11-053675-1.
- Deutsch in Sozialen Medien. Interaktiv – multimodal – vielfältig. Hrsg. zusammen mit K. Marx und A. Schmidt. de Gruyter, Berlin 2020, ISBN 978-3-11-067886-4.
- Deutsch in Europa. Sprachpolitisch – grammatisch – methodisch. Hrsg. zusammen mit A. Witt und A. Wöllstein. de Gruyter, Berlin 2021, ISBN 978-3-11-073519-2.